# Kemi Badenoch
Olukemi Olufunto Badenoch (Wimbledon, 2 de enero de 1980) es una política británica que se ha desempeñado como Secretaria de Estado de Comercio Internacional desde 2022 y miembro del Parlamento por Saffron Walden desde 2017. Desde 2024 es la líder del Partido Conservador tras suceder a Rishi Sunak en el cargo.

## Biografía

### Primeros años
Nacida en Wimbledon, Londres, de padres nigerianos, Badenoch pasó parte de su infancia en Lagos y Estados Unidos antes de regresar al Reino Unido a los 16 años. Después de graduarse de la Universidad de Sussex, fue ingeniera de software en Lógica antes de estudiar derecho en Birkbeck, Universidad de Londres. También se desempeñó como banquera, trabajando para el Royal Bank of Scotland Group y Coutts.

### Carrera política
En 2012, Badenoch disputó sin éxito un escaño en la Asamblea de Londres, pero fue nombrada miembro del organismo después de que Victoria Borwick renunciara en 2015. Partidario del Brexit en el referéndum de 2016, Badenoch fue elegida miembro de la Cámara de los Comunes en 2017. Después de que Boris Johnson se convirtiera en primer ministro en julio de 2019, Badenoch fue nombrada subsecretaria de Estado parlamentaria para la Infancia y la Familia. En la reorganización de febrero de 2020, fue nombrada secretaria de Hacienda y subsecretaria de Estado parlamentaria para la Igualdad. En septiembre de 2021, fue ascendida a Ministra de Estado para la Igualdad y nombrada Ministra de Estado para Gobierno Local, Fe y Comunidades. En julio de 2022, Badenoch renunció al gobierno y se presentó para reemplazar a Johnson en las elecciones de liderazgo del Partido Conservador de 2022. Badenoch ocupó el cuarto lugar y fue eliminada en la cuarta votación.  En octubre de 2022, Sunak la designó ministro de la mujer y de igualdad.

## Posturas políticas
Considerada en la derecha política del Partido Conservador, Badenoch ha criticado la "teoría crítica de la raza" y se ha caracterizado por sus posturas socialmente conservadoras y 'anti-Woke'. Como Ministra de Estado para la Igualdad, Badenoch se opuso a los planes de la Autoridad de Conducta Financiera para permitir que los empleados trans se identifiquen a sí mismos en el lugar de trabajo, y se opone a los baños neutrales en cuanto al género en los edificios públicos.